# Hamilton Red Wings
Hamilton Red Wings byl kanadský juniorský klub ledního hokeje, který sídlil v Hamiltonu v provincii Ontario. Jednalo se o juniorský tým Detroitu Red Wings. V letech 1960–1974 působil v juniorské soutěži Ontario Hockey Association (později Ontario Hockey League). Založen byl v roce 1960 po přejmenování týmu Hamilton Tiger Cubs na Red Wings. Zanikl v roce 1974 po přetvoření franšízy v nový tým Hamilton Fincups. Své domácí zápasy odehrával v hale Barton Street Arena s kapacitou 4 500 diváků. Klubové barvy byly červená a bílá.
Nejznámější hráči, kteří prošli týmem, byli např.: Paul Henderson, Lowell MacDonald nebo Pit Martin.

## Úspěchy
- Vítěz Memorial Cupu ( 1× )
  - 1962
- Vítěz OHL ( 1× )
  - 1961/62

## Přehled ligové účasti
Zdroj: 
- 1960–1961: Ontario Hockey Association
- 1961–1963: Ontario Hockey Association (Divize Provincial Jr. A)
- 1963–1974: Ontario Hockey Association